# Ганс-Петер Фрідлендер
Ганс-Петер Фрідлендер (нім. Hans-Peter Friedländer, 6 листопада 1920, Берлін — липень 1999) — швейцарський футболіст, що грав на позиції нападника, зокрема, за клуби «Грассгоппер» та «Лозанна», а також національну збірну Швейцарії.
Триразовий чемпіон Швейцарії. Триразовий володар Кубка Швейцарії. Тричі ставав найкращим бомбардиром чемпіонату Швейцарії.

## Клубна кар'єра
У футболі дебютував 1942 року виступами за команду «Грассгоппер», в якій провів чотири сезони. За цей час двічі виборював титул чемпіона Швейцарії, ставав володарем Кубка Швейцарії (також двічі).
1947 року перейшов до клубу «Лозанна», за який відіграв 7 сезонів. За цей час додав до переліку своїх трофеїв додав ще один титул чемпіона Швейцарії. 
Протягом сезону 1953—1954 захищав кольори команди «Мартіньї-Спортс».
Завершив професійну кар'єру футболіста виступами за команду «Серветт» у 1957 році.

## Виступи за збірну
1942 року дебютував в офіційних матчах у складі національної збірної Швейцарії. Протягом кар'єри у національній команді провів у її формі 22 матчі, забивши 12 голів.
У складі збірної був учасником чемпіонату світу 1950 року у Бразилії, де зіграв з Бразилією (2-2) і з Мексикою (2-1). 

## Титули і досягнення

### Командні
- Чемпіон Швейцарії (3):

«Грассгоппер»: 1942-1943, 1944-1945
«Лозанна»: 1950-1951
- Володар Кубка Швейцарії (3):

«Грассгоппер»: 1942-1943, 1945-1946
«Лозанна»: 1949-1950

### Особисті
- Найкращий бомбардир чемпіонату Швейцарії (3): 1944-1945, 1945-1946, 1950-1951